# Jordisita
La jordisita és un mineral de la classe dels sulfurs. Rep el seu nom en honor d'Eduard Friedrich Alexander Jordis (1868-1917), químic de col·loides.

## Característiques
La jordisita és un sulfur de fórmula química MoS₂. Encara que generalment es pensa que és un mineral amorf, la jordisita presenta patrons de pols de difracció d'electrons. Té una estructura en capes, i la separació entre capes és aproximadament 6Å, com en la molibdenita, de la qual és el dimorf. La seva duresa a l'escala de Mohs és d'1 a 2.
Segons la classificació de Nickel-Strunz, la jordisita pertany a «02.EA: Sulfurs metàl·lics, M:S = 1:2, amb Cu, Ag, Au» juntament amb els següents minerals: silvanita, calaverita, kostovita, krennerita, berndtita, kitkaïta, melonita, merenskyita, moncheïta, shuangfengita, sudovikovita, verbeekita, drysdal·lita, molibdenita i tungstenita.

## Formació i jaciments
La jordisita apareix en filons i recobriments d'origen probablement hidrotermal de mitjana i baixa temperatura.
La jordisita va ser descoberta l'any 1909 a la mina Himmelsfürst, a Brand-Erbisdorf, (Saxònia, Alemanya). També ha estat trobada en un altre indret de Saxònia i a Bavària; a Austràlia, Àustria, el Brasil, el Canadà, Eslovènia, els Estats Units, França, el Kazakhstan, Mèxic, el Marroc, Polònia, la República Txeca, Rússia, Sud-àfrica, l'Uzbekistan, Xile i la Xina.
Sol trobar-se associada amb altres minerals com: ilsemannita, molibdenita, uraninita, coffinita, cinabri, pirita, fluorita, apatita, estilbita, calcita, quars.